# 고바야시 데루아키
고바야시 데루아키(일본어: 小林 久晃, 1979년 6월 20일 ~ )는 일본의 전 축구 선수이다.

## 구단 경력
과거 제프 유나이티드 이치하라, 몬테디오 야마가타, 비셀 고베, 방포레 고후, 사간 도스에서 활동하였다.